# Statue équestre de George IV
La statue équestre de George IV est une statue équestre de George IV située à Trafalgar Square, à Londres. Elle est l'œuvre du sculpteur Francis Leggatt Chantrey et a été inaugurée en 1843.
George IV y est montré en costume de la Rome antique.
À l'origine prévue pour orner la Marble Arch.

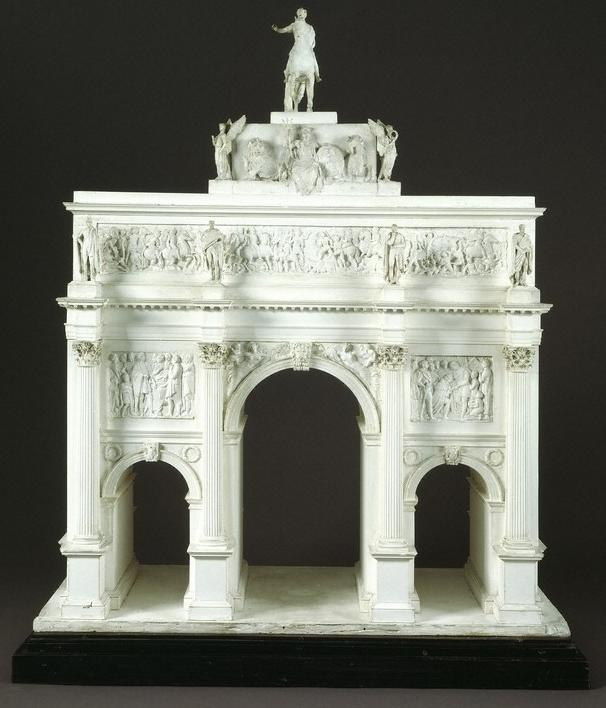
Maquette de la Marble Arch avec la statue.